# Небојша Прокоповић (лекар)
Др Небојша Прокоповић (Лесковац, 1958) српски је лекар, уролог, са подручја Јабланичког округа. који је дао изузетан допринос на пољу урологије.

## Биографија
Начелник Службе урологије са центром за хемодијализу је др Небојша Прокоповић. Рођен је 8. јануара 1958. године у Лесковцу где је и завршио основну школу, а гимназију у Власотинцу 1977. године. Медицински факултет завршио је у Нишу 1985. године. По одслужењу војног рока и обављеном лекарском стажу, почео је са радом 21. априла 1988. године на Одељењу за хемодијализу, где је остао око годину дана, а затим наставио са радом у преподневим часовима на урологији и поподне на хемодијализи. У 1990. години добија специјализацију из урологије и дефинитивно прелази у Службу урологије. Специјалистички стаж обавио је делимично на Клиници за урологију у Нишу, а специјалистички испит положио на Уролошкој клиници у Београду 21. децембра 1994. 
	Од тог периода на одељењу се уводе оперативне методе у лечењу болесника: дезинтеграција камена у уротракту и тотална цистектомија са деривацијом дела дебелог црева (Меинз-Пауцг II) од стране академика проф. др Јована Хаџи-Ђокића, који истовремено едуцира урологе са уролошког одељења. Купљен је и комплетан инструментаријум за наведене операције. Активан је члан Подружнице СЛД Лесковцу Уролошке секције и члан је Европског удружења уролога. Био је учесник XIX. Европског конгреса уролога у Мадриду и XX Европског конгреса у Истанбулу 2005 и 2002. године у Бечу на коме је главна тема лапароскопија у урологији.